# Boulevard Richard-Wagner
Le boulevard Richard-Wagner  (en occitan : baloard Richard Wagner) est une voie de Toulouse, chef-lieu de la région Occitanie, dans le Midi de la France.

## Situation et accès

### Description
Le boulevard Richard-Wagner est une voie publique. Il se trouve au nord du quartier de Bourrassol, dans le secteur 2 - Rive gauche. 

### Voies rencontrées
La boulevard Richard-Wagner rencontre les voies suivantes, dans l'ordre des numéros croissants (« g » indique que la rue se situe à gauche, « d » à droite) :
1. Rue Dautezac (g)
2. Avenue du Château-d'Eau (d)
3. Rue Boilly (g)
4. Rue Dolive (g)
5. Boulevard Jean-Brunhes (g)
6. Rue Paul-Décamps (g)
7. Rue Antonio-Vivaldi (g)
8. Rue Victor-Capoul (g)
9. Rue Marcel-Sembat (g)
10. Avenue de Biarritz (d)

## Odonymie
Il existait à l'origine un simple chemin de halage, le long de la Garonne, connu comme le chemin de halage de Casselardit. En 1947, il prit officiellement son nom actuel, en hommage à Richard Wagner (1813-1883), compositeur allemand.